# Liste der Monuments historiques in Fessevillers
Die Liste der Monuments historiques in Fessevillers führt die Monuments historiques in der französischen Gemeinde Fessevillers auf.

## Liste der Immobilien
| Bezeichnung       | Beschreibung                                                           | Standort               | Kennzeichnung | Schutzstatus | Datum | Bild           |
| ----------------- | ---------------------------------------------------------------------- | ---------------------- | ------------- | ------------ | ----- | -------------- |
| Kirche St-Maurice | 1177 erstmals erwähnt, im 15. und 19. Jahrhundert umfangreich umgebaut | Rue de l’Église (Lage) | PA25000010    | Inscrit      | 1998  | weitere Bilder |

## Liste der Objekte
| Bezeichnung              | Beschreibung                          | Standort                        | Kennzeichnung | Schutzstatus | Datum | Bild |
| ------------------------ | ------------------------------------- | ------------------------------- | ------------- | ------------ | ----- | ---- |
| Skulptur Heilige Cäcilia | Holz, farbig gefasst, 17. Jahrhundert | in der Kirche St-Maurice (Lage) | PM25002099    | Inscrit      | 2003  |      |